# Parti du renouveau et du progrès
Le Parti du renouveau et du progrès (PRP) est un parti politique guinéen.
C'est l'un des premiers partis créés au début des années 1990 au moment de l'introduction du multipartisme. Parti d'opposition, il a longtemps été dirigé par Siradiou Diallo.
En 1998 il fusionne avec l'Union pour la nouvelle République (UNR), dirigée par Bâ Mamadou, pour former l'Union pour le progrès et le renouveau (UPR).